# Бенамокара
Бенамокара (на испански: Benamocarra) е населено място и община в Испания. Намира се в провинция Малага, в състава на автономната област Андалусия. Общината влиза в състава на района (комарка) Аксаркия Коста дел Сол. Заема площ от 6 km². Населението му е 3035 души (по преброяване от 2010 г.). Разстоянието до административния център на провинцията е 35 km.